# 존 에릭 도들
존 에릭 다우들(John Erick Dowdle, 영어 발음: /'daʊdəl/, 1972년 12월 21일)은 공포 영화로 유명한 미국의 영화 감독이자 각본가이다. 형제 드루 다우들이 프로듀서와 공동 각본가로 참여하는 것이 보통이다.
미네소타주 미니애폴리스-세인트폴에서 자랐다.

## 참여 작품

### 영화
- 쿼런틴
- 데블 (영화)
- 카타콤: 금지된 구역
- 이스케이프 (2015년 영화)